# Montánchez
Montánchez – gmina w Hiszpanii, w prowincji Cáceres, w Estramadurze, o powierzchni 112,66 km². W 2011 roku gmina liczyła 1936 mieszkańców.